# Pantalones de campana

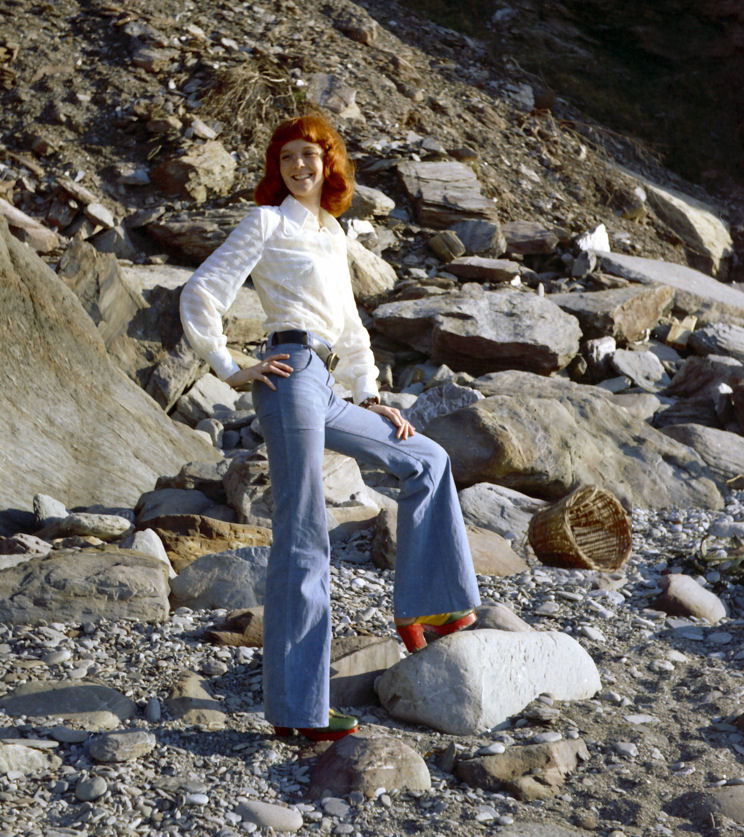
Pantalones de campana en 1970

Se conocen con el nombre de pantalones de campana, acampanados o de pata de elefante. Consisten básicamente en unos pantalones cuyas piernas son más anchas por la parte de abajo, cubriendo todo el pie. El hecho de que un pantalón tome forma de campana se llama acampanarse.
Los pantalones de campana los llevan tanto hombres como mujeres y fueron lanzados por Mary Quant.

## Historia
A principios del siglo XIX, cuando aún no existían uniformes estandarizados para los soldados británicos de la Royal Navy ni para los soldados de la U.S. Navy, algunos marineros llevaban pantalones anchos terminados en puños acampanados. En 1813, una de las primeras descripciones registradas de los uniformes de los marineros, escrita por el comodoro Stephen Decater, señalaba que los hombres de las fragatas Estados Unidos y Macedonia llevaban "sombreros de paño de vela vidriado de ala rígida con bandas de cintas, chaquetas azules abotonadas holgadamente sobre chalecos y pantalones azules acampanados".
Desde hace siglos, los carpinteros europeos también llevan pantalones acampanados, ya que el ensanchamiento de las perneras impide que el serrín llegue a los zapatos o los pies. Los pantalones acampanados los siguen llevando los carpinteros que deciden pasar su tiempo como aprendices en la carretera. 
En la década de 1960, los pantalones acampanados se pusieron de moda en Londres, tanto para hombres como para mujeres, y se extendieron a Europa y Norteamérica. A menudo confeccionados en tela vaquera, llegaban hasta la parte inferior de la espinilla, tenían bordes ligeramente curvados y una circunferencia de 46 cm en la parte inferior de cada pernera. Se solían llevar con zapatos de tacón cubano, sabots o botas Chelsea. Toni Basil, que era bailarina go-go en la época de la película "T. A. M. I. Show", aparecía en la película con pantalones acampanados y una blusa baby doll. 
En 1996, los pantalones acampanados de mujer se volvieron a presentar al gran público como "boot-cut" (o "bootleg") porque los pantalones acampanados eran más finos. En 1999, los vaqueros acampanados, con un corte más ancho y exagerado que los bootcut, se pusieron de moda entre las mujeres. El corte bota acabó dominando el mundo de la moda durante 10 años.
Para 2024, la moda de los jeans acampanados vuelve a estar presente, sobre todo, entre los jóvenes de la Generación Z y la Generación Alfa. Existen modelos tradicionales (sobre todo como los "but-cut" de los 90's), así como ceñidos y deslavados. Además algunos integran combinaciones con los baggy jeans que se usan con botas de punta cuadrada.

## Tipos
Existen dos tipos de pantalones de campana:

### Pantalones anchos de campana
Son aquellos que son anchos y se acampanan desde el inicio de las perneras.
Los pantalones de campana anchos aparecen en los años 70, por tanto suelen combinarse con alguna prenda ancha, como las camisas de manga ancha, algún collar o colgante y pelo largo o melena (inspirados en la moda hippie). Estos pantalones los llevan principalmente los hombres, aunque algunas veces para muchas mujeres se han convertido en fuerte tendencia.

### Pantalones de campana ajustados
Son característicamente ajustados y se acampanan a partir de las rodillas.
Empiezan a aparecer más tarde con las tendencias a la ropa más ajustada. Los suelen llevar tanto mujeres como hombres. Los peinados que se llevan ya no son tan largos como una melena; en el caso de los hombres, aparecen peinados más modernos como el peinado de raya al medio, que fue durante un tiempo atributo de actores porno, inspirados en modas orientales, que eran expertos en exóticas posturas sexuales como el Kamasutra o el Ananga Ranga. Se suelen combinar con camisetas ajustadas tipo sujetador (para las mujeres) o camisetas de tirantes, de espalda atlética o de mariposa (para los hombres); se suele combinar con algún collar.

## Ventajas
Los más anchos son indicados para personas con piernas más anchas y los más ajustados para las piernas más delgadas. Los pantalones muy acampanados o super-acampanados son indicados para personas que sean muy altas creando un buen contraste entre los pies y si lleva, por ejemplo, una melena o ropa ajustada.  
los pantalones acampanados fueron originados en 1960 aproximadamente. En la actualidad no se utilizan mucho este complemento de ropa pero existen unos atuendos que con compañía de esta prenda  se miran muy bonito y convincente
principalmente se utiliza más en el sexo femenino.

## Referințe
1. ↑  «A Complete Pictorial History Of US Navy Uniforms From 1776 To 1967». asvab-prep.com. Consultado el 5 de agosto de 2024.
2. ↑  «Sailor Suits: England». www.histclo.com. Consultado el 5 de agosto de 2024.
3. ↑  «They Did Their Duty as Became American Sailors». www.usni.org. Consultado el 5 de agosto de 2024.
4. ↑  «Who Invented the Bell-bottoms and Why?». www.sopicks.com. Consultado el 5 de agosto de 2024.
5. ↑  «1960-1969. Fashion History Timeline». fashionhistory.fitnyc.edu. Consultado el 5 de agosto de 2024.
6. ↑  «Now & Then: The History of Flared Pants». ecosalon.com. Consultado el 5 de agosto de 2024.
7. ↑  «Bootlegs». fashiongtonpost.com. Consultado el 5 de agosto de 2024.
8. ↑  «1990s Fashion: Styles, Trends, History & Pictures». www.retrowaste.com. Consultado el 5 de agosto de 2024.
9. ↑  Joffre, Renata (14 de enero de 2024). «Los jeans acampanados serán tu mejor aliado de estilo en 2024, ¡palabra de las pasarelas!». Vogue. Consultado el 15 de enero de 2025.

- Datos: Q1568360
- Multimedia: Bell-bottoms / Q1568360